# Campinaçu
Campinaçu är en kommun i Brasilien.   Den ligger i delstaten Goiás, i den centrala delen av landet, 220 km norr om huvudstaden Brasília. Antalet invånare är 3 654.
Omgivningarna runt Campinaçu är huvudsakligen savann. Trakten runt Campinaçu är nära nog obefolkad, med mindre än två invånare per kvadratkilometer.